# The One I Gave My Heart To
The One I Gave My Heart To – rhythm and bluesowa ballada autorstwa Diane Warren, która jako finalny singel promowała drugi studyjny album Aaliyah pt. One in a Million.
21 października 1997 roku organizacja Recording Industry Association of America (RIAA) przyznała kompozycji status złotego singla.

## Tło
W tekście do utworu podmiot liryczny – kobieta – zadaje sobie lub słuchaczowi pytanie, dlaczego mężczyzna, któremu oddała serce, nikczemnie rani jej uczucia.

## Listy utworów i formaty singla
„The One I Gave My Heart To”/„Hot like Fire” Double A-Side Maxi CD Single (U.S./UK)
1. „The One I Gave My Heart To (Radio Mix)” – 3:54
2. „Hot like Fire (Album Version)” – 4:23
3. „Hot like Fire (Timbaland’s Groove Mix)” – 4:35
4. „Hot like Fire (Feel My Horns Mix)” – 4:37
5. „Hot like Fire (Main Mix Instrumental)” – 4:22
6. „Death of a Playa” (feat. Rashad Haughton)

„The One I Gave My Heart To”/„Hot like Fire” Double A-Side US CD Single
1. „The One I Gave My Heart To (Radio Mix)” – 3:53
2. „Hot like Fire (Album Version)” – 4:23

„The One I Gave My Heart To”/„One in a Million” Double A-Side CD Single (U.S.)
1. „The One I Gave My Heart To (Soul Solution Club Mix)”
2. „The One I Gave My Heart To (Soul Solution Dub)”
3. „One in a Million (Nitebreed Mongolidic Mix)”
4. „One in a Million (Geoffrey’s House Mix)”
5. „One in a Million (Armand’s Drum n’ Bass Mix)”
6. „One in a Million (Wolf D Big Bass Mix)”
7. „One in a Million (Nitebreed Dub)”

## Pozycje na listach przebojów
| Notowanie (1997-1998)                | Najwyższa pozycja |
| ------------------------------------ | ----------------- |
| Dutch Singles Chart                  | 74                |
| New Zealand Singles Chart            | 28                |
| UK Singles Chart                     | 30                |
| U.S. Billboard Hot 100               | 9                 |
| U.S. Billboard Hot R&B/Hip-Hop Songs | 8                 |